# Basiel (Samson en Gert)
Basiel (gespeeld door Walter De Donder en Eric De Donder) is een personage uit de kinderserie Samson en Gert. Hij is de tweelingbroer van Meneer de burgemeester (gespeeld door Walter De Donder). Basiel is een ander type dan zijn broer de burgemeester. Basiel is namelijk een zeeman, en Modest is een burgemeester. De eerste aflevering waar Basiel in speelde was: "Is de burgemeester gek ?" (1990). "Kerstavond" (1991) was de enige aflevering waarin Eric De Donder (de echte broer van Walter) die rol speelde: in de scènes met de hele groep was Eric te zien, in de andere scènes Walter. Ook in de andere afleveringen speelde Walter De Donder de rol van Basiel.

## Afleveringen
Hij heeft in 5 afleveringen meegedaan
| Jaar | Titel                             | Acteur                          |
| ---- | --------------------------------- | ------------------------------- |
| 1990 | Is de burgemeester gek ? (Debuut) | Walter De Donder                |
| 1991 | Kerstavond                        | Walter De Donder/Eric De Donder |
| 1999 | De verplaatsmachine               | Walter De Donder                |
| 2002 | Waar is Basiel?                   | Walter De Donder                |
| 2002 | Ward de Bodyguard                 | Walter De Donder                |